# Canthon pallidus
Canthon pallidus là một loài bọ cánh cứng trong họ Bọ hung (Scarabaeidae).